# ایگور سادیکوف
ایگور سادیکوف (انگلیسی: Igor Sadykov؛ زادهٔ ۲۳ ژوئیهٔ ۱۹۶۷) وزنه‌بردار اهل شوروی-آلمان بود.
وی همچنین برندهٔ جوایزی همچون قهرمان ورزشی اتحاد شوروی شده‌است.
وی در مسابقات کشوری و بین‌المللی در مجموع برندهٔ ۱ مدال طلا، ۱ مدال نقره، ۱ مدال برنز شده‌است.